# Cinnamon Chasers
Cinnamon Chasers, født Russ Davies, er en engelsk producer.